# Fægtning under sommer-OL 1908
Fægtning under sommer-OL 1908. Fægtning var med på OL-programmet for fjerde gang 1908 i London. Der blev konkurreret om fire olympiske titler, to individuelle og to i hold, alle for mænd. Der blev fægtet med kårde og sabel, florett var ikke med som olympisk disciplin i London. 

## Medaljer
| Fægtning OL 1908 London | Fægtning OL 1908 London | Fægtning OL 1908 London | Fægtning OL 1908 London | Fægtning OL 1908 London | Fægtning OL 1908 London |
| ----------------------- | ----------------------- | ----------------------- | ----------------------- | ----------------------- | ----------------------- |
| Nr.                     | Land                    | Guld                    | Sølv                    | Bronze                  | Totalt                  |
| 1.                      | Frankrig                | 2                       | 1                       | 1                       | 4                       |
| 2.                      | Ungarn                  | 2                       | 1                       | 0                       | 3                       |
| 3.                      | Italien                 | 0                       | 1                       | 0                       | 1                       |
| 3.                      | Storbritannien          | 0                       | 1                       | 0                       | 1                       |
| 5.                      | Bøhmen                  | 0                       | 0                       | 2                       | 2                       |
| 6.                      | Belgien                 | 0                       | 0                       | 1                       | 1                       |
| Totalt                  | Totalt                  | 4                       | 4                       | 4                       | 12                      |

### Kårde
| Placering | Land | Udøver             | Sejre  |
| --------- | ---- | ------------------ | ------ |
| 1.        | FRA  | Gaston Alibert     | 5      |
| 2.        | FRA  | Alexandre Lippmann | 4 (+2) |
| 3.        | FRA  | Eugène Olivier     | 4 (+1) |
| 4.        | GBR  | Robert Montgomerie | 4      |
| 5.        | NED  | Alfred Labouchère  | 2      |
| 5.        | GBR  | Cecil Haig         | 2      |
| 5.        | BEL  | Paul Anspach       | 2      |

Dato: 17. til 24. juli.
Der var 85 deltagere fra 13 nationer.

### Kårde, hold
| Placering | Land | Udøvere |
| --------- | ---- | --- |
| 1.        | FRA  | Gaston Alibert Alexandre Lippmann Eugène Olivier Henri-Georges Berger Charles Collignon                         |
| 2.        | GBR  | Edgar Amphlett Charles Daniell Cecil Haig Martin Holt Robert Montgomerie Edgar Seligman                         |
| 3.        | BEL  | Paul Anspach Désiré Beaurain Fernand Bosmans Fernand de Montigny Ferdinand Feyerick François Rom Victor Willems |
| 4.        | ITA  | Marcello Bertinetti Giuseppe Mangiarotti Riccardo Nowak Abelardo Olivier                                        |

Dato: 20. til 24. juli.

### Sabel
| Placering | Land | Udøver                     | Sejre  |
| --------- | ---- | -------------------------- | ------ |
| 1.        | HUN  | Jenő Fuchs                 | 6 (+1) |
| 2.        | HUN  | Béla Zulavsky              | 6      |
| 3.        | BOH  | Vilém Goppold von Lobsdorf | 4      |
| 4.        | HUN  | Jenő Szántay               | 3      |
| 5.        | HUN  | Péter Tóth                 | 3      |
| 6.        | HUN  | Lajos Werkner              | 2      |

Dato: 17. til 24. juli.
76 fægtere fra elleve lande.

### Sabel, hold
| Placering | Land | Udøvere                                                                                                |
| --------- | ---- | --- |
| 1.        | HUN  | Dezsö Földes Jenő Fuchs Oszkár Gerde Péter Tóth Lajos Werkner                                          |
| 2.        | ITA  | Marcello Bertinetti Sante Ceccherini Riccardo Nowak Alessandro Pirzio Biroli Abelardo Olivier          |
| 3.        | BOH  | Otakar Lada Vlastimil Lada-Sáravsky Vilém Goppold von Lobsdorf Jaroslav Sourek-Touček Bedřich Schejbal |
| 4.        | FRA  | Georges de la Falaise Bernard de Lesseps Marc Perrodon Jean Joseph Renaud                              |

Dato: 21. til 24. juli.
Otte hold stillede med tilsammen 35 fægtere. 